# Carlile
Carlile és una concentració de població designada pel cens dels Estats Units a l'estat d'Oklahoma. Segons el cens del 2000 tenia 649 habitants.

## Demografia
Segons el cens del 2000, Carlile tenia 649 habitants, 233 habitatges, i 178 famílies. La densitat de població era de 9,5 habitants per km².
Dels 233 habitatges en un 33,9% hi vivien nens de menys de 18 anys, en un 60,1% hi vivien parelles casades, en un 9,4% dones solteres, i en un 23,6% no eren unitats familiars. En el 18,5% dels habitatges hi vivien persones soles el 7,7% de les quals corresponia a persones de 65 anys o més que vivien soles. El nombre mitjà de persones vivint en cada habitatge era de 2,79 i el nombre mitjà de persones que vivien en cada família era de 3,14.
Per edats la població es repartia de la següent manera: un 28,5% tenia menys de 18 anys, un 6% entre 18 i 24, un 25,4% entre 25 i 44, un 25,1% de 45 a 60 i un 14,9% 65 anys o més.
L'edat mediana era de 39 anys. Per cada 100 dones de 18 o més anys hi havia 95 homes.
La renda mediana per habitatge era de 22.109 $ i la renda mediana per família de 30.500 $. Els homes tenien una renda mediana de 25.809 $ mentre que les dones 37.188 $. La renda per capita de la població era de 14.798 $. Entorn del 23,1% de les famílies i el 28,3% de la població estaven per davall del llindar de pobresa.

## Poblacions més properes
El següent diagrama mostra les poblacions més properes.